# Kappsäck

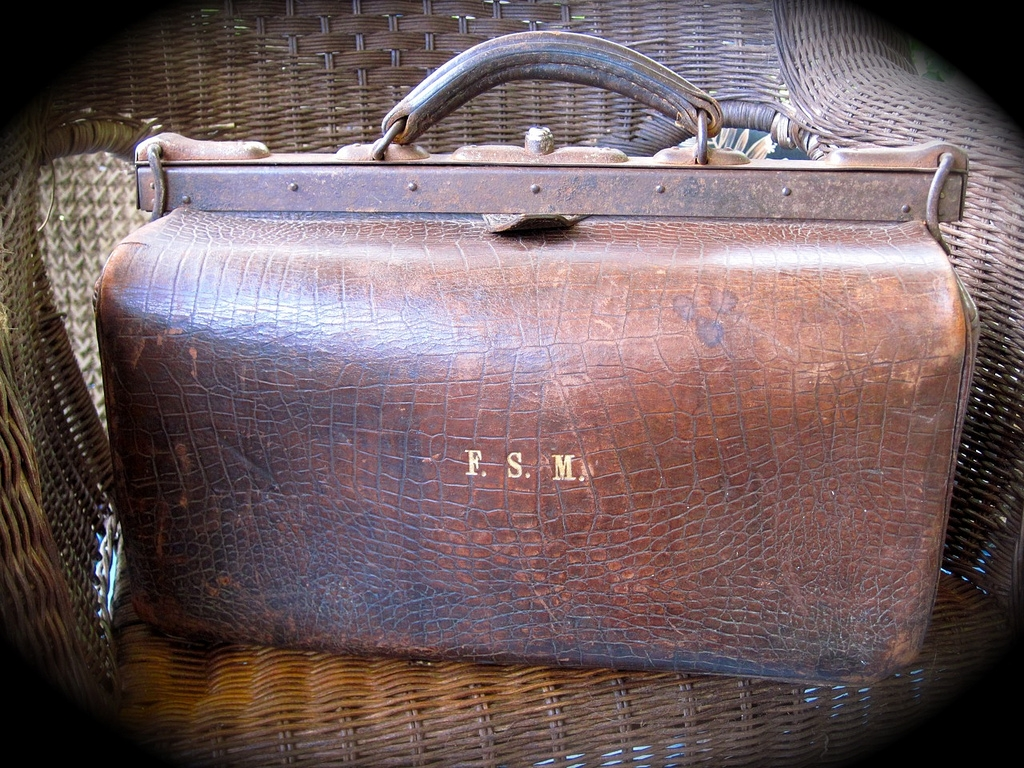
En kappsäck.

En kappsäck är en typ av en resväska som ofta har formen efter en koffert. En fyrkantig eller cylindrisk upptill på längden öppen persedel, vanligtvis av läder, som man förvarar sina kläder i när man är på resor. Man kan tillsluta kappsäcken med snöre eller spänne och hänglås.
Ursprungligen var en kappsäck en mjuk tygpåse för förvaring av kläder. Den användes av ryttare och hängdes över sadelknappen. Ordet kappsäck är känt i svenskan sedan 1482. Det kan vara en direkt översättning av tyskans Mantelsack (ty. Mantel, sv. mantel, kappa).
Pippi Långstrump förvarade sina guldmynt i en kappsäck.
Leva i kappsäck betyder att man flyttar ofta, bor lite provisoriskt och därför inte hinner packa upp. Uttrycket finns belagt i texter från tidigt 1900-tal.